# Fenain
Fenain település Franciaországban, Nord megyében. Lakosainak száma 5533 fő (2022. január 1.). Fenain Rieulay, Somain, Wandignies-Hamage, Abscon és Erre községekkel határos.

## Népesség
A település népességének változása:
| Lakosok száma | 5346 | 5335 | 5359 | 5385 | 5448 | 5510 | 5516 | 5529 | 5533 |
|               | 2013 | 2015 | 2016 | 2017 | 2018 | 2019 | 2020 | 2021 | 2022 |